# Jaume Comas
Pour les articles homonymes, voir Comas (homonymie).
Jaume Comas i Font, né le 2 août 1974 à Premià de Mar, en Espagne, est un joueur espagnol de basket-ball, évoluant au poste de meneur.